# Dacia Pick-Up
Der Dacia Pick-Up ist ein Pick-up des rumänischen Automobilherstellers Dacia, der von 1975 bis zum 8. Dezember 2006 gebaut wurde. In Großbritannien war er auch als Dacia Gamma bekannt.

## Geschichte

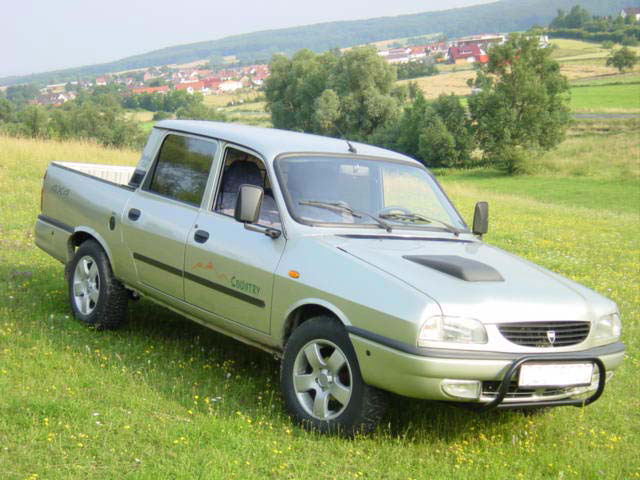
DoubleCab 4x4

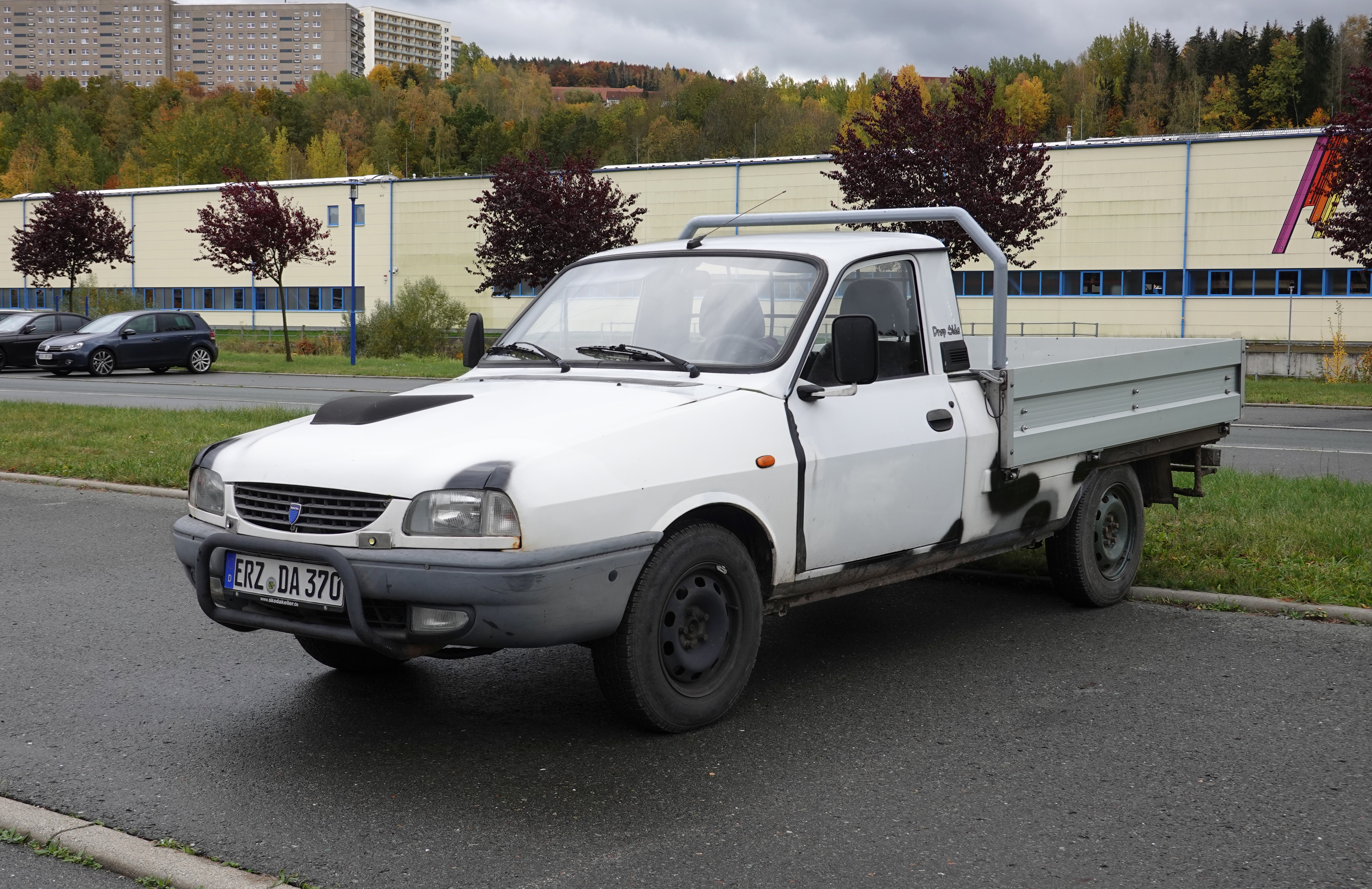
Dacia 1304 Drop Side

Den Dacia Pick-Up gab es in zwei Generationen: Die erste wurde von 1975 bis 1992 gebaut. 1992 folgte die Modellpflege zur zweiten Generation.
In Westeuropa war der auf der Karosserie des Dacia 1300 basierende Dacia Pick-Up mit offener Ladefläche weniger verbreitet. Es gab die Karosserieversionen Dacia Pick Up, Dacia Drop Side und Dacia Double Cab. Diese Fahrzeuge waren in Deutschland nur über Grauimporteure erhältlich. Die Fahrzeuge wurden seit Baujahr 2004 nur noch mit Dieselmotoren von Renault ausgestattet und verfügten wahlweise über einen elektro-pneumatisch zuschaltbaren Allradantrieb.
In 31 Produktionsjahren wurden ca. 320.000 Fahrzeuge dieser Art produziert. Die Produktion wurde am 8. Dezember 2006 eingestellt, um die Bänder für die wirtschaftlich lukrativere Produktion des Dacia Logan (Jahresproduktion etwa 150.000 Einheiten) freizumachen. Inzwischen gibt es einen auf diesem basierenden Pick-up (Dacia Logan Pick-Up).

## Karosserieversionen
- Der Drop Side ist mit kurzer, zweisitziger Kabine und einer überbreiten Ladefläche mit umklappbaren Seitenwänden ausgestattet.
- Der Pick Up verfügt über eine zweisitzige Kabine und eine Ladefläche mit Heckklappe.
- Der Double Cab besitzt eine verlängerte Kabine und ist für fünf Personen zugelassen. Die Ladefläche hinten ist dementsprechend kürzer.

## Motoren
| Typ                | Hubraum  | Steuerung                      | Leistung                   | Drehmoment          | Höchstgeschwindigkeit | Verbrauch    |
| ------------------ | -------- | ------------------------------ | -------------------------- | ------------------- | --------------------- | ------------ |
| 810.99 1300        | 1289 cm³ | 8 Ventile OHV-Ventilsteuerung  | 55 PS (40 kW) bei 5250/min | 95 Nm bei 3000/min  | 143 km/h              | 8,0 l/100 km |
| 102.00 1400        | 1397 cm³ | 8 Ventile OHV-Ventilsteuerung  | 65 PS (48 kW) bei 5250/min | 102 Nm bei 3000/min | 145 km/h              | 7,8 l/100 km |
| 1.6                | 1557 cm³ | 8 Ventile OHV-Ventilsteuerung  | 73 PS (54 kW) bei 5000/min | 122 Nm bei 3500/min | 150 km/h              | 7,9 l/100 km |
| F8Q 636 1.9 Diesel | 1870 cm³ | 8 Ventile SOHC-Ventilsteuerung | 63 PS (46 kW) bei 4500/min | 118 Nm bei 2250/min | 138 km/h              | 6,8 l/100 km |